# Les Enfants de Saturne
Pour la pièce de théâtre d'Oliver Py, voir Les Enfants de Saturne (pièce de théâtre).
Albums de Luke
La Tête en arrière
(2004) D'autre part
(2010)
Les Enfants de Saturne est le troisième album du groupe de rock français Luke sorti le 10 septembre 2007. Il est le successeur de l'album La Tête en arrière, paru trois ans plus tôt, qui a été le support à deux ans de tournées, a valu cinq nominations aux victoires de la musique et a été certifié disque de platine.
D'une longueur supérieure à une heure, il s'agit de l'album le plus long de la discographie du groupe.

## Histoire de l'album
L'album sort en septembre 2007, le premier single issu de l'album à faire la promotion de celui-ci est La Terre ferme. En 2008, deux autres singles suivront : Stella et Un seul jour.

## L'album

### Artwork
La pochette représente le groupe posant, adossé sur un mur de brique, au-dessus duquel est taggué le nom du groupe, même représentation que sur l'album précèdent, La Tête en arrière. La photo, de Richard Dumas, est en noir et blanc.

### Thèmes et sonorités
Les textes sont de Thomas Boulard, la musique de Luke.

### Liste des titres
| No  | Titre                                           | Durée |
| --- | ----------------------------------------------- | ----- |
| 1.  | Il y a longtemps                                | 3:56  |
| 2.  | Un seul jour                                    | 3:25  |
| 3.  | La Terre ferme                                  | 4:02  |
| 4.  | À l'intérieur                                   | 3:46  |
| 5.  | Je suis Cuba                                    | 4:10  |
| 6.  | La Nuit et le Jour                              | 4:13  |
| 7.  | Stella                                          | 3:41  |
| 8.  | Paradis rouges                                  | 2:57  |
| 9.  | J'ai oublié                                     | 2:56  |
| 10. | La Transparente                                 | 4:19  |
| 11. | Les Enfants de Saturne                          | 4:01  |
| 12. | Si tu veux                                      | 5:16  |
| 13. | Le Pays                                         | 4:36  |
| 14. | D'où vient le vent (piste cachées avec Le Pays) | 3:14  |

Cet album contient une piste cachée. En effet la piste 13, Le Pays, contient un titre supplémentaire intitulé D'où Vient Le Vent, qui débute à la 14e minute.

## Membres
- Thomas Boulard : Chant, guitare,
- JP Ensuque : Guitare, chœurs,
- Damien Lefèvre : Basse, chœurs,
- Romain Viallon : Batterie, percussions, chœurs.